# Rodney Island
Rodney Island är en ö i Australien. Den ligger i delstaten Queensland, omkring 2 000 kilometer nordväst om delstatshuvudstaden Brisbane. Arean är 0,10 kvadratkilometer.
I omgivningarna runt Rodney Island växer huvudsakligen savannskog. Savannklimat råder i trakten. Genomsnittlig årsnederbörd är 1 475 millimeter. Den regnigaste månaden är mars, med i genomsnitt 382 mm nederbörd, och den torraste är augusti, med 6 mm nederbörd.